# Condado de Lowndes (Alabama)
O Condado de Lowndes é um condado do estado do Alabama, Estados Unidos. De acordo com o censo de 2022, sua população é de 9.777 habitantes. Sua sede localiza-se na cidade de Hayneville. Seu nome é em homenagem a William Lowndes, um membro do Congresso norte-americano nascido na Carolina do Sul. 
O condado faz parte da Área Metropolitana de Montgomery.

## História
O condado se formou a partir de territórios dos condados de Butler, Dallas e Montgomery, após uma lei aprovada pela Assembleia Geral do Alabama em 20 de janeiro de 1830. Faz parte do Black Belt, região onde se desenvouvle o cultivo do algodão durante o antebellum. A agricultura continuou a dominar a economia durante o século XX.
Durante o período da Reconstrução, negros foram eleitos para os cargos locais no condado. Em 1874, os democratas sulistas retomaram o controle da legislatura estadual. Adotando uma nova constituição em 1875, e outra em 1901, a segregação foi promovida contra a população negra e branca mais pobre. Requerimentos foram adicionados para o pagamento de um imposto ao voto cumulativo antes do registro do voto, dificultando o acesso à cidadania aos mais pobres; testes de alfabetização também foram adicionados.

## Geografia
De acordo com o censo, sua área total é de 1880 km², destes sendo 1854 km² de terra e 26 km² de água.

### Condados adjacentes
- Condado de Autauga, norte
- Condado de Montgomery, leste
- Condado de Crenshaw, sudeste
- Condado de Butler, sul
- Condado de Wilcox, sudoeste
- Condado de Dallas, oeste

### Área de proteção nacional
- Selma to Montgomery National Historic Trail (parte)

## Transportes

### Principais rodovias
- Interstate 65
- U.S. Highway 31
- U.S. Highway 80
- State Route 21
- State Route 97
- State Route 185
- State Route 263

## Demografia
De acordo com o censo de 2022:
- População total: 9.777
- Densidade: 5 hab/km²
- Residências: 4.850
- Famílias: 3.878
- Composição da população:
  - Brancos: 25,9%
  - Negros: 72,5%
  - Nativos americanos e do Alaska: 0,4%
  - Asiáticos: 0,5%
  - Duas ou mais raças: 0,8%
  - Hispânicos ou latinos: 1,9%

## Comunidades

### Vilas
- Benton
- Fort Deposit
- Gordonville
- Hayneville (sede)
- Lowndesboro
- Mosses
- White Hall

### Comunidades não-incorporadas
- Braggs
- Burkville
- Calhoun
- Collirene
- Letohatchee
- Mount Willing
- Sandy Ridge
- Trickem